# Темз-хаус
Темз-хаус — офісна будівля в Міллбанку, Лондон, на північному березі річки Темзи, поруч із Ламбетським мостом. Спочатку використовувався як офіс Imperial Chemical Industries (ICI), з грудня 1994 року він служив штаб-квартирою Служби внутрішньої безпеки Сполученого Королівства (широко відомої як MI5). Він також служив лондонською штаб-квартирою офісу Північної Ірландії (NIO) до березня 2013 року.

## Історія

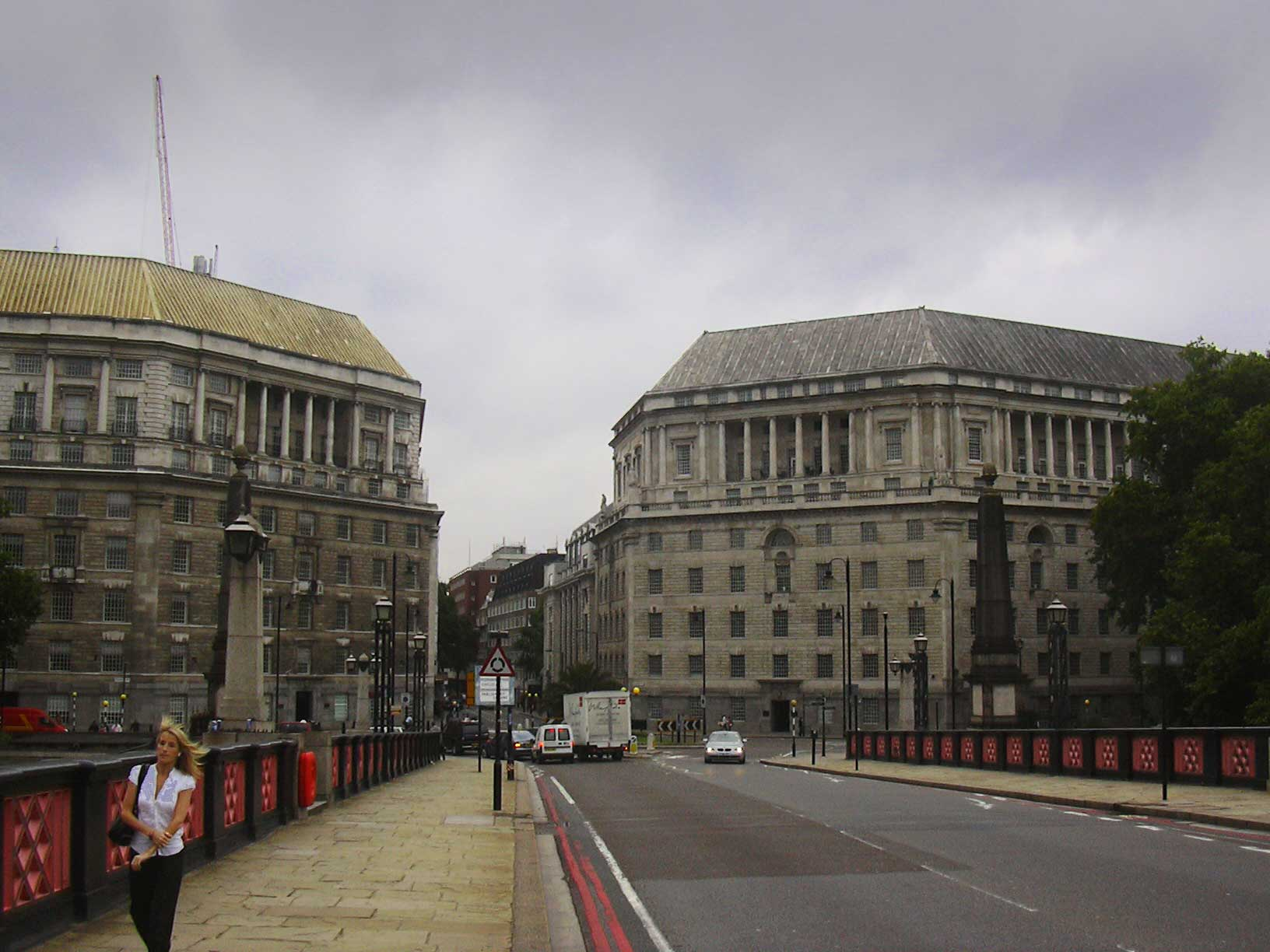
Темз-Хаус зліва; Імператорський хімічний будинок справа.

Будівля була споруджена в 1929—1930 роках компанією Джона Маулема та інших на прибережній землі, яку вивільнили після катастрофічної повені на Темзі 1928 року, яка сильно пошкодила занедбані житлові будинки. Вона була побудована за проєктом сера Френка Бейнса з Офісу робіт уряду. Дизайн будівлі є єдиним, але не ідентичним з Імперіал Хемікал Хауз, який розташований навпроти на північному боці вулиці Хорсферрі; в той час, як Імперіал Хемікал Хауз залишався виключно для ICI до свого виходу, в історії Thames House були додаткові орендарі поруч з ICI, включаючи лондонський офіс International Nickel Ltd. Дизайн Бейнса великою мірою запозичується з традиції «Імперського неокласицизму» сера Едвіна Лют'єнса і намірено пов'язаний з імперським дизайном Lambeth Bridge після його перепроєктування з 1929 року. Високо на фасаді розташовані статуї святого Юра та Британії, витесані Чарльзом Сарджентом Джаггером. Будівля належала компанії Thames House Estates до того, як її продали уряду Великої Британії в 1994 році. Thames House Estates протягом багатьох років була спільною власністю ICI та Prudential і пізніше була повністю власністю ICI. Будівля внесена до переліку об'єктів спадщини II класу з 16 січня 1981 року.

## Штаб-квартира MI5 та NIO

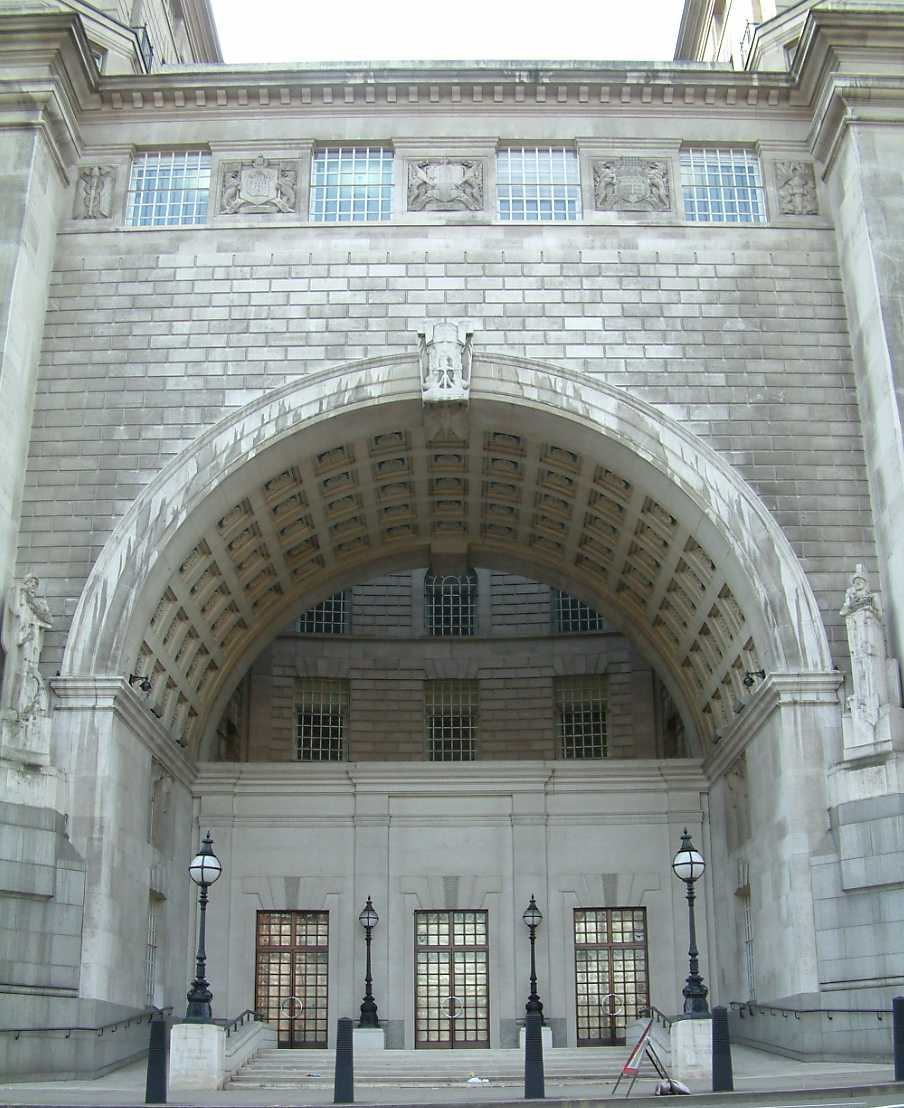
Арка, що демонструє розширення GMW, створене для MI5

Thames House вперше використовувався MI5 між 1934 і 1939 роками: служба була розташована на верхньому поверсі Південного блоку.
Служба переїхала в Бленхеймський палац протягом більшої частини Другої світової війни, а потім переїхала в Леконфілд-хаус після війни, а потім переїхала на Гауер-стріт, 140 у 1976 році. Розпорошений і напівзруйнований стан попередніх будівель на Гауер-стріт, 140 (штаб-квартира) і Керзон-стріт. Будинок (реєстрація, адміністрація та технічні служби) змусив MI5 шукати новий будинок наприкінці 1980-х. Секретна розвідувальна служба (MI6) одночасно шукала нову штаб-квартиру, і розглядалася можливість розміщення цих двох штабів. Однак цю пропозицію було скасовано через відсутність будівель відповідного розміру (існуючих або запропонованих) та міркувань безпеки, щоб стати єдиною ціллю для атак. Водночас Будинок Темзи, який на той час переважно використовувався як урядові офіси, звільнився, коли Міністерство енергетики залишило південну частину в 1989 році, і було вирішено переобладнати більшу частину його для використання MI5. Партнерство GMW взялося за проєктування, а компанія Mowlem виконувала необхідні роботи з реконструкції з 1990 року, які включали часткове заповнення характерної арки будівлі. Автоматизована мініатюрна монорейкова дорога в будівлі доставляє файли з підвалу Thames House до персоналу, який працює всередині.
Відремонтований Thames House був офіційно відкритий 30 листопада 1994 року прем'єр-міністром Джоном Мейджором.
Будівля була спільною з Управлінням Північної Ірландії (NIO), доки ця організація не переїхала на Horse Guards Road, 1 поруч із Казначейством Її Величини та Офісом Кабінету Міністрів у 2013 році.
1 червня 2007 року будівлю (за винятком сходів, що ведуть до неї) було визначено охоронюваною територією відповідно до розділу 128 Закону про серйозну організовану злочинність і поліцію 2005 року. конкретне кримінальне правопорушення за проникнення особи в будівлю.

## Популярна культура
До сьомого сезону телевізійного серіалу BBC «Шпигуни» використовувався зовнішній вигляд та фоє будівлі Фрімейського залу на вулиці Грейт-Квін-Стріт як локація для зображення Thames House у серіалі. Починаючи з того моменту, Thames House використовується, хоча Фрімейський зал все ще використовується для показу входу в будівлю. У третьому сезоні телевізійного серіалу BBC «Торчвуд» Thames House використовувався як місце прибуття прибульців на Землю.

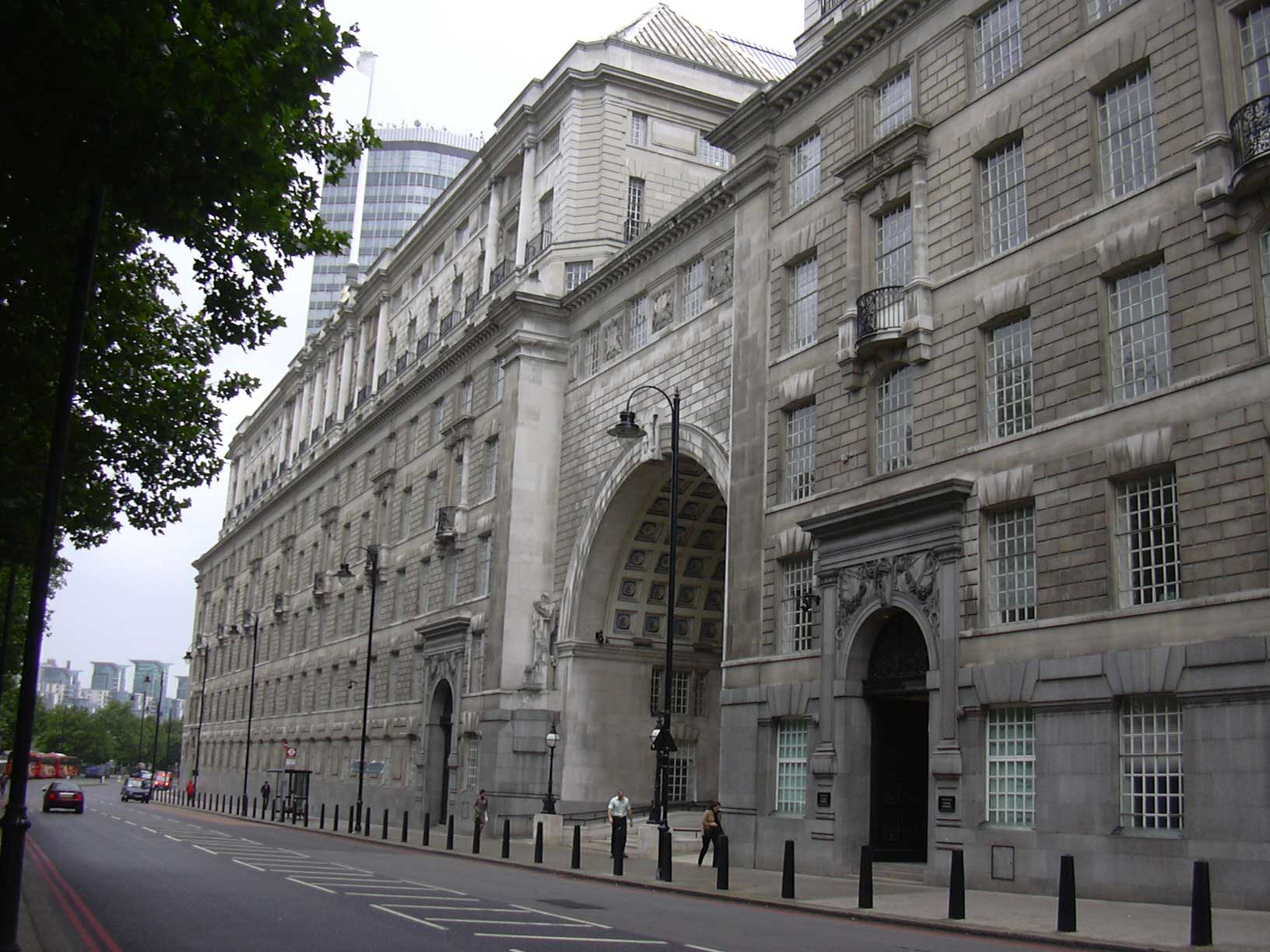
Вид на Темз-Хаус з Міллбанку
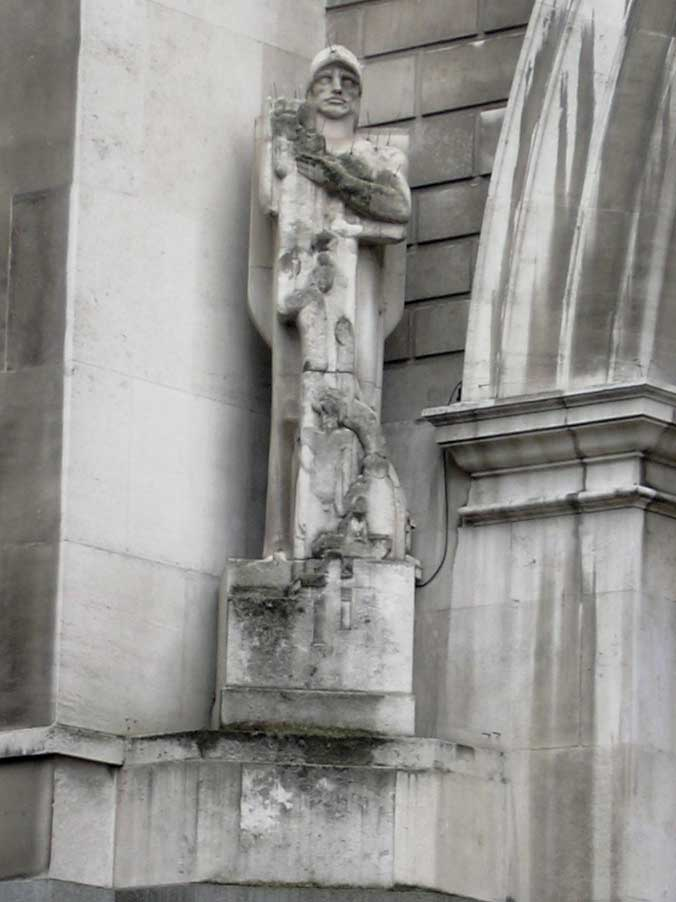
Зовні фігура Святого Георгія Джаггера
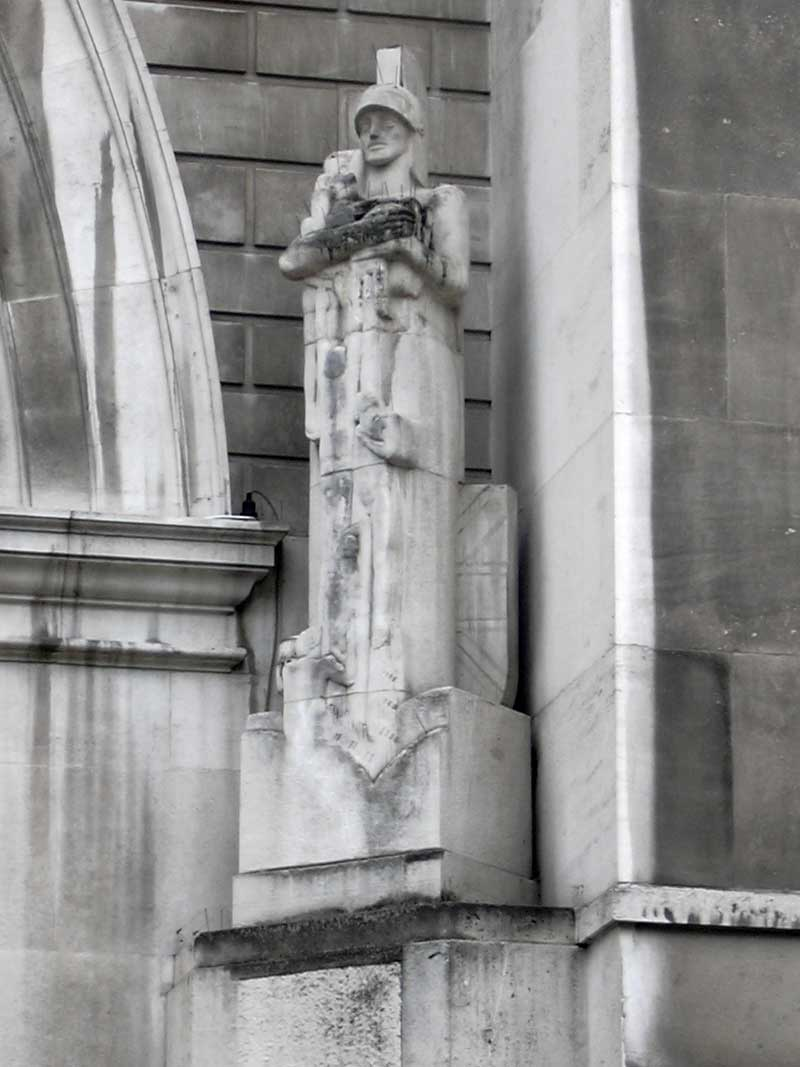
Фігура Британії Джаггера на зовнішній стороні
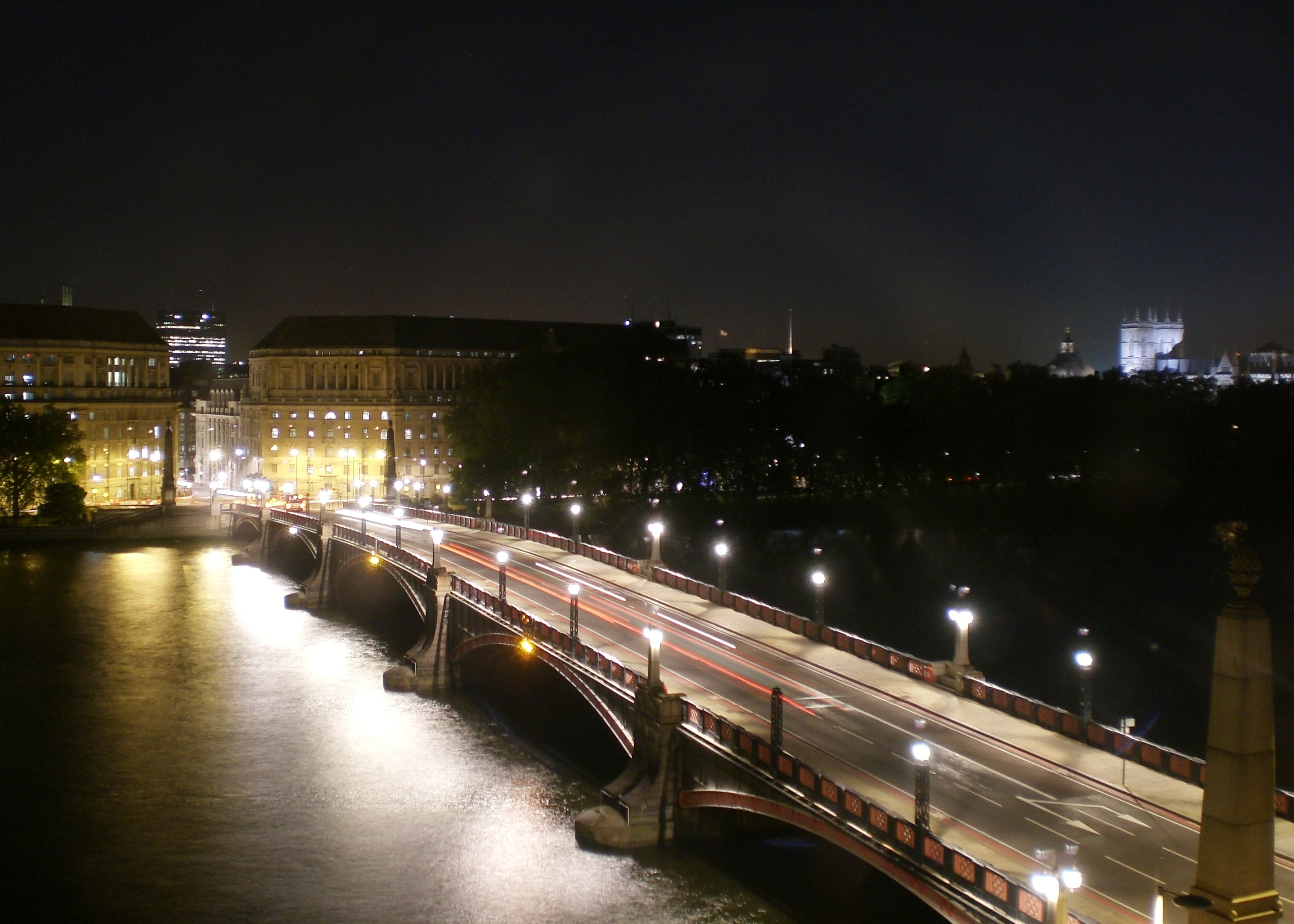
Темз-Хаус вночі
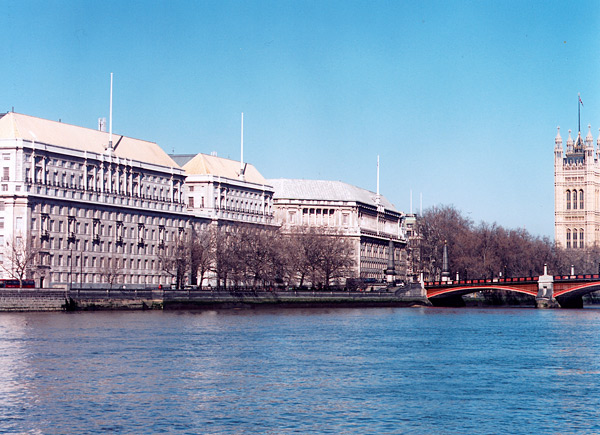
Темз-Хаус та міст Ламбет, дивлячись вниз по річці